# Leucochrysa forcipata
Leucochrysa forcipata är en insektsart som beskrevs av Penny 1998. Leucochrysa forcipata ingår i släktet Leucochrysa och familjen guldögonsländor. Inga underarter finns listade i Catalogue of Life.